# Collegio di Bexhill and Battle
Bexhill and Battle è un collegio elettorale inglese situato nell'East Sussex rappresentato alla camera dei Comuni del parlamento del Regno Unito. Elegge un membro del parlamento con il sistema maggioritario a turno unico; l'attuale parlamentare è Kieran Mullan del Partito Conservatore, che rappresenta il collegio dal 2024.

## Estensione

Bexhill and Battle dal 2010 al 2024

- 1983–2010: i ward del distretto di Rother di Ashburnham, Battle, Beckley and Peasmarsh, Bodiam and Ewhurst, Brede and Udimore, Burwash, Catsfield and Crowhurst, Central, Collington, Etchingham and Hurst Green, Northiam, Old Town, Sackville, St Mark's, St Michael's, St Stephen's, Salehurst, Sedlescombe and Whatlington, Sidley, Ticehurst e Westfield, e i ward del distretto di Wealden di Herstmonceux, Ninfield e Pevensey and Westham.
- 2010-2024: i ward del distretto di Rother di Battle Town, Central, Collington, Crowhurst, Darwell, Ewhurst and Sedlescombe, Kewhurst, Old Town, Rother Levels, Sackville, St Mark's, St Michael's, St Stephen's, Salehurst, Sidley e Ticehurst and Etchingham, e i ward del distretto di Wealden di Cross In Hand/Five Ashes, Heathfield East, Heathfield North and Central, Herstmonceux, Ninfield and Hooe with Wartling e Pevensey and Westham.
- dal 2024: i ward del distretto di Rother di Bexhill Central, Bexhill Collington, Bexhill Kewhurst, Bexhill Old Town and Worsham, Bexhill Pebsham and St. Michaels, Bexhill Sackville, Bexhill St. Marks, Bexhill St. Stephens, Bexhill Sidley, Brede and Udimore, Burwash and the Weald, Catsfield and Crowhurst, Hurst Green and Ticehurst, North Battle, Netherfield and Whatlington, Northern Rother, Robertsbridge, Sedlescombe and Westfield e South Battle and Telham, e i ward del distretto di Wealden di Herstmonceux and Pevensey Levels e Pevensey Bay.

Il collegio è incentrato sul distretto di Rother nell'East Sussex.

## Membri del parlamento
| Elezione | Elezione       | Deputato       | Partito      |
| -------- | -------------- | -------------- | ------------ |
|          | 1983           | Charles Wardle | Conservatore |
| 2001     | Gregory Barker |                | Conservatore |
| 2015     | Huw Merriman   |                | Conservatore |
| 2024     | Kieran Mullan  |                | Conservatore |

## Elezioni

### Elezioni negli anni 2020
| Partito                    | Partito                                   | Candidato                  | Risultati 4 luglio 2024 | Risultati 4 luglio 2024 |
| Partito                    | Partito                                   | Candidato                  | Voti                    | %                       |
| -------------------------- | ----------------------------------------- | -------------------------- | ----------------------- | ----------------------- |
|                            | Conservatore                              | Kieran Mullan              | 16 186                  | 33,90                   |
|                            | Laburista                                 | Christine Bayliss          | 13 529                  | 28,33                   |
|                            | Reform UK                                 | Ian Gribbin                | 7 929                   | 16,61                   |
|                            | Lib Dem                                   | Becky Jones                | 3 473                   | 7,27                    |
|                            | Verdi                                     | Jonathan Kent              | 2 972                   | 6,22                    |
|                            | Indipendente                              | Abul Azad                  | 2 206                   | 4,62                    |
|                            | Indipendente                              | Jeff Newnham               | 769                     | 1,61                    |
|                            | Donne                                     | Julia Long                 | 332                     | 0,70                    |
|                            | Ind. Network                              | Nigel Jacklin              | 210                     | 0,44                    |
|                            | UKIP                                      | Colin Sullivan             | 144                     | 0,30                    |
|                            |                                           |                            |                         |                         |
| Iscritti                   | Iscritti                                  | Iscritti                   | 72 209                  | 100,00                  |
| ↳ Votanti (% su iscritti)  | ↳ Votanti (% su iscritti)                 | ↳ Votanti (% su iscritti)  | 47 750                  | 66,13                   |
| ↳ Astenuti (% su iscritti) | ↳ Astenuti (% su iscritti)                | ↳ Astenuti (% su iscritti) | 24 459                  | 33,87                   |
|                            |                                           |                            |                         |                         |
|                            | Esito: collegio confermato a Conservatore |                            |                         |                         |

### Elezioni negli anni 2010
| Partito                    | Partito                                   | Candidato                  | Risultati 12 dicembre 2019 | Risultati 12 dicembre 2019 |
| Partito                    | Partito                                   | Candidato                  | Voti                       | %                          |
| -------------------------- | ----------------------------------------- | -------------------------- | -------------------------- | -------------------------- |
|                            | Conservatore                              | Huw Merriman               | 37 590                     | 63,61                      |
|                            | Laburista                                 | Christine Bayliss          | 11 531                     | 19,51                      |
|                            | Lib Dem                                   | Martin Saunders            | 7 280                      | 12,32                      |
|                            | Verdi                                     | Jonathan Kent              | 2 692                      | 4,56                       |
|                            |                                           |                            |                            |                            |
| Iscritti                   | Iscritti                                  | Iscritti                   | 81 963                     | 100,00                     |
| ↳ Votanti (% su iscritti)  | ↳ Votanti (% su iscritti)                 | ↳ Votanti (% su iscritti)  | 59 093                     | 72,10                      |
| ↳ Astenuti (% su iscritti) | ↳ Astenuti (% su iscritti)                | ↳ Astenuti (% su iscritti) | 22 870                     | 27,90                      |
|                            |                                           |                            |                            |                            |
|                            | Esito: collegio confermato a Conservatore |                            |                            |                            |

| Partito                    | Partito                                   | Candidato                  | Risultati 8 giugno 2017 | Risultati 8 giugno 2017 |
| Partito                    | Partito                                   | Candidato                  | Voti                    | %                       |
| -------------------------- | ----------------------------------------- | -------------------------- | ----------------------- | ----------------------- |
|                            | Conservatore                              | Huw Merriman               | 36 854                  | 61,97                   |
|                            | Laburista                                 | Christine Bayliss          | 14 689                  | 24,70                   |
|                            | Lib Dem                                   | Joel Kemp                  | 4 485                   | 7,54                    |
|                            | UKIP                                      | Geoffrey Bastin            | 2 006                   | 3,37                    |
|                            | Verdi                                     | Jonathan Kent              | 1 438                   | 2,42                    |
|                            |                                           |                            |                         |                         |
| Iscritti                   | Iscritti                                  | Iscritti                   | 81 135                  | 100,00                  |
| ↳ Votanti (% su iscritti)  | ↳ Votanti (% su iscritti)                 | ↳ Votanti (% su iscritti)  | 59 472                  | 73,30                   |
| ↳ Astenuti (% su iscritti) | ↳ Astenuti (% su iscritti)                | ↳ Astenuti (% su iscritti) | 21 663                  | 26,70                   |
|                            |                                           |                            |                         |                         |
|                            | Esito: collegio confermato a Conservatore |                            |                         |                         |

| Partito                    | Partito                                   | Candidato                  | Risultati 7 maggio 2015 | Risultati 7 maggio 2015 |
| Partito                    | Partito                                   | Candidato                  | Voti                    | %                       |
| -------------------------- | ----------------------------------------- | -------------------------- | ----------------------- | ----------------------- |
|                            | Conservatore                              | Huw Merriman               | 30 245                  | 54,77                   |
|                            | UKIP                                      | Geoffrey Bastin            | 10 170                  | 18,42                   |
|                            | Laburista                                 | Michelle Thew              | 7 797                   | 14,12                   |
|                            | Lib Dem                                   | Rachel Sadler              | 4 199                   | 7,60                    |
|                            | Verdi                                     | Jonathan Kent              | 2 807                   | 5,08                    |
|                            |                                           |                            |                         |                         |
| Iscritti                   | Iscritti                                  | Iscritti                   | 78 770                  | 100,00                  |
| ↳ Votanti (% su iscritti)  | ↳ Votanti (% su iscritti)                 | ↳ Votanti (% su iscritti)  | 55 218                  | 70,10                   |
| ↳ Astenuti (% su iscritti) | ↳ Astenuti (% su iscritti)                | ↳ Astenuti (% su iscritti) | 23 552                  | 29,90                   |
|                            |                                           |                            |                         |                         |
|                            | Esito: collegio confermato a Conservatore |                            |                         |                         |

| Partito                    | Partito                                   | Candidato                  | Risultati 6 maggio 2010 | Risultati 6 maggio 2010 |
| Partito                    | Partito                                   | Candidato                  | Voti                    | %                       |
| -------------------------- | ----------------------------------------- | -------------------------- | ----------------------- | ----------------------- |
|                            | Conservatore                              | Gregory Barker             | 28 147                  | 51,56                   |
|                            | Lib Dem                                   | Mary Varrall               | 15 267                  | 27,97                   |
|                            | Laburista                                 | James Royston              | 6 524                   | 11,95                   |
|                            | Trust                                     | Stuart Wheeler             | 2 699                   | 4,94                    |
|                            | BNP                                       | Neil Jackson               | 1 950                   | 3,57                    |
|                            |                                           |                            |                         |                         |
| Iscritti                   | Iscritti                                  | Iscritti                   | 79 226                  | 100,00                  |
| ↳ Votanti (% su iscritti)  | ↳ Votanti (% su iscritti)                 | ↳ Votanti (% su iscritti)  | 54 587                  | 68,90                   |
| ↳ Astenuti (% su iscritti) | ↳ Astenuti (% su iscritti)                | ↳ Astenuti (% su iscritti) | 24 639                  | 31,10                   |
|                            |                                           |                            |                         |                         |
|                            | Esito: collegio confermato a Conservatore |                            |                         |                         |

### Elezioni negli anni 2000
| Partito                    | Partito                                   | Candidato                  | Risultati 5 maggio 2005 | Risultati 5 maggio 2005 |
| Partito                    | Partito                                   | Candidato                  | Voti                    | %                       |
| -------------------------- | ----------------------------------------- | -------------------------- | ----------------------- | ----------------------- |
|                            | Conservatore                              | Gregory Barker             | 24 629                  | 52,59                   |
|                            | Lib Dem                                   | Mary Varrall               | 11 180                  | 23,87                   |
|                            | Laburista                                 | Michael Jones              | 8 457                   | 18,06                   |
|                            | UKIP                                      | Anthony Smith              | 2 568                   | 5,48                    |
|                            |                                           |                            |                         |                         |
| Iscritti                   | Iscritti                                  | Iscritti                   | 69 693                  | 100,00                  |
| ↳ Votanti (% su iscritti)  | ↳ Votanti (% su iscritti)                 | ↳ Votanti (% su iscritti)  | 46 834                  | 67,20                   |
| ↳ Astenuti (% su iscritti) | ↳ Astenuti (% su iscritti)                | ↳ Astenuti (% su iscritti) | 22 859                  | 32,80                   |
|                            |                                           |                            |                         |                         |
|                            | Esito: collegio confermato a Conservatore |                            |                         |                         |

| Partito                    | Partito                                   | Candidato                  | Risultati 7 giugno 2001 | Risultati 7 giugno 2001 |
| Partito                    | Partito                                   | Candidato                  | Voti                    | %                       |
| -------------------------- | ----------------------------------------- | -------------------------- | ----------------------- | ----------------------- |
|                            | Conservatore                              | Gregory Barker             | 21 555                  | 48,13                   |
|                            | Lib Dem                                   | Stephen Hardy              | 11 052                  | 24,68                   |
|                            | Laburista                                 | Anne Moore-Williams        | 8 702                   | 19,43                   |
|                            | UKIP                                      | Nigel Farage               | 3 474                   | 7,76                    |
|                            |                                           |                            |                         |                         |
| Iscritti                   | Iscritti                                  | Iscritti                   | 69 003                  | 100,00                  |
| ↳ Votanti (% su iscritti)  | ↳ Votanti (% su iscritti)                 | ↳ Votanti (% su iscritti)  | 44 783                  | 64,90                   |
| ↳ Astenuti (% su iscritti) | ↳ Astenuti (% su iscritti)                | ↳ Astenuti (% su iscritti) | 24 220                  | 35,10                   |
|                            |                                           |                            |                         |                         |
|                            | Esito: collegio confermato a Conservatore |                            |                         |                         |

## Risultati dei referendum

### Referendum sulla permanenza del Regno Unito nell'Unione europea del 2016
|             | Collegio           | Lasciare UE % | Rimanere in UE % |
| ----------- | ------------------ | ------------- | ---------------- |
|             | Bexhill and Battle | 57,6%         | 42,4%            |
| Inghilterra | 53,3%              | 46,7%         |                  |
| Regno Unito | 51,9%              | 48,1%         |                  |